# ワールドミュージック・エキスポ
ワールドミュージック・エキスポ（World Music Expo）
は、略称WOMEX（ウゥメックス、または、ウォメックスと発音）
の名でも知られる、ワールドミュージックの国際的な音楽イベントである。
ワールドミュージック産業関係者の国際交流の場として、
1994年に初めてベルリンで開催され、
その後、
欧州圏各地を開催地としてほぼ毎年（1996年は未開催）開催されていて、
2014年で20回目の開催を迎えた。

## イベント概要
開催月は10月。
水曜日から日曜日までの5日間開催のイベント。
10月中旬または下旬頃の週に開催されることが多い。
期間中には、
- 開会式典（Opening ceremony）
- 見本市（Trade Fair）
- ステージ演奏イベント（Showcase Festival）
- 会議イベント（Conference）
- フィルム上映イベント（Film programme）
- WOMEX賞受賞式典（Award ceremoniy）

などが行われる。

## 開催地
第1回開催からの開催地は、以下の通りである。
- 1994年: ベルリン（10/13～10/16）
- 1995年: ブリュッセル
- 1996年: 未開催
- 1997年: マルセイユ
- 1998年: ストックホルム
- 1999年: ベルリン
- 2000年: ベルリン
- 2001年: ロッテルダム
- 2002年: エッセン
- 2003年: セビーヤ
- 2004年: エッセン
- 2005年: ニューカッスル・アポン・タイン
- 2006年: セビーヤ（10/25～10/29）
- 2007年: セビーヤ（10/24～10/28）[3]
- 2008年: セビーヤ（10/29～11/02）
- 2009年: コペンハーゲン（10/28～11/01）
- 2010年: コペンハーゲン（10/27～10/31）
- 2011年: コペンハーゲン（10/26～10/30）
- 2012年: テッサロニキ（10/17～10/21）
- 2013年: カーディフ（10/23～10/27）
- 2014年: サンティアゴ・デ・コンポステーラ[1]（10/22～10/26）
- 2015年: ブダペスト（10/21～10/25）
- 2016年: サンティアゴ・デ・コンポステーラ（10/19～10/23）
- 2017年: カトヴィツェ[4]（10/25～10/29）[5]
- 2018年: ラス・パルマス・デ・グラン・カナリア（10/24～10/28 開催予定）[6]

## WOMEX賞
WOMEX賞の授与は、1999年から始まった。